# Буксол
Буксо́л — смазка на литиевой основе по ТУ 0254-107-01124328-01 и её товарное название. Используется в подверженных трению узлах с подшипниками качения локомотивов, пассажирских и грузовых вагонов, моторвагонного подвижного состава (среди прочего используемых при высокой скорости до 200 км/ч).

## Описание
Была разработана в 1990-е годы специалистами ВНИИЖТ. Прошла испытания в начале 2000-х годов на Октябрьской железной дороге. По ряду причин, в том числе отсутствия в 1990-х годах средств контроля на вагонном парке (аппаратуры КТСМ), внедрение затянулось.
Применяется при температурах от −60 до +60 °C, возможно использование при температуре в области трения до +120 °C. Гидрофобная. Заменяет смазки: ЖРО, ЛЗ-ЦНИИ(У). Ресурс смазки для грузовых вагонов по времени — 5 лет, по пробегу — 450 тыс. км.
Правообладателем зарегистрированного в РФ товарного знака № 366919 на словесное обозначение «БУКСОЛ» является Открытое акционерное общество «Российские железные дороги». ОАО «РЖД» совместно с ВНИИЖТ являются обладателями патента на изобретение № 2114162, которым охраняется состав смазки, производимой под названием «БУКСОЛ». По состоянию на 01.02.2010 года единственным официальным производителем является Кусковский завод консистентных смазок — филиал ОАО «РЖД».